# Saint-Aubin (Jura)
Saint-Aubin település Franciaországban, Jura megyében. Lakosainak száma 1855 fő (2022. január 1.). Saint-Aubin Aumur, Tichey, Franxault, Abergement-la-Ronce, Champdivers, Peseux, Saint-Loup és Tavaux községekkel határos.

## Népesség
A település népessége az elmúlt években az alábbi módon változott:
| Lakosok száma | 1471 | 1544 | 1520 | 1690 | 1779 | 1799 | 1800 | 1814 | 1821 | 1855 |
|               | 1968 | 1982 | 1990 | 2006 | 2013 | 2015 | 2017 | 2019 | 2020 | 2022 |